# Gouden tulp
De Gouden tulp is een filmprijs die jaarlijks wordt uitgereikt op het Internationaal filmfestival van Istanboel. De prijs werd voor de eerste maal uitgereikt in 1985.
In 2015 mocht de Turkse documentaire Bakur van het Ministerie van Cultuur niet uitgezonden worden omdat de film niet de nodige certificaten bezat. Als protest trokken tientallen Turkse filmmakers hun films terug uit de competitie. De organisatie van het festival besloot daarop om de competitie niet te laten doorgaan. Het filmfestival ging wel door maar de Gouden tulp werd niet uitgereikt.

## Lijst van winnaars
| Jaar | Film                                               | Regisseur              | Nationaliteit             |
| ---- | -------------------------------------------------- | ---------------------- | ------------------------- |
| 1985 | 1984                                               | Michael Radford        | Verenigd Koninkrijk India |
| 1986 | Yesterday                                          | Radoslaw Piwowarski    | Polen                     |
| 1987 | Khrani menya, moj talisman (Guard Me, My Talisman) | Roman Balajan          | Sovjet-Unie               |
| 1988 | Travelling Avant                                   | Jean-Charles Tacchella | Frankrijk                 |
| 1989 | Za Sada Bez Dobrog Naslova ( Film with No Name)    | Srdjan Karanovic       | Servië                    |
| 1990 | Nar O Nay (Pomegranate and Cane)                   | Saeed Ebrahimifar      | Iran                      |
| 1991 | Farendj                                            | Sabine Prenczina       | Frankrijk                 |
| 1992 | Bian zou bian chang (Life on a String)             | Chen Kaige             | China                     |
| 1993 | Manila Paloma Blanca                               | Daniele Segre          | Italië                    |
| 1994 | Mavi Sürgün (The Blue Exile)                       | Erden Kıral            | Turkije                   |
| 1995 | Saimt el Qusur (The Silences of the Palace)        | Moufida Tlatli         | Tunesië                   |
| 1996 | Zusje                                              | Robert Jan Westdijk    | Nederland                 |
| 1997 | Bian Lian (The King of Masks)                      | Wu Tian-ming           | China                     |
| 1998 | Ayneh (The Mirror)                                 | Jafar Panahi           | Iran                      |
| 1999 | El Viento se Llevó lo Qué (Gone with the Wind)     | Alejandro Agresti      | Argentinië                |
| 2000 | Mayıs Sıkıntısı (Clouds of May)                    | Nuri Bilge Ceylan      | Turkije                   |
| 2001 | Die Unberührbare (No Place to Go)                  | Oskar Roehler          | Duitsland                 |
| 2002 | Magonia                                            | Ineke Smits            | Nederland                 |
| 2003 | Tan de repente (Suddenly)                          | Diego Lerman           | Argentinië                |
| 2004 | Bu San (Goodbye, Dragon Inn)                       | Tsai Ming-liang        | Taiwan                    |
| 2005 | La Femme de Gilles                                 | Frédéric Fonteyne      | België                    |
| 2005 | Café Lumière                                       | Hou Hsiao-hsien        | Taiwan                    |
| 2006 | A Cock and Bull Story                              | Michael Winterbottom   | Verenigd Koninkrijk       |
| 2007 | Reprise                                            | Joachim Trier          | Noorwegen                 |
| 2008 | Yumurta (Egg)                                      | Semih Kaplanoğlu       | Turkije                   |
| 2009 | Tony Manero                                        | Pablo Larraín          | Chili                     |
| 2010 | De helaasheid der dingen                           | Felix Van Groeningen   | België                    |
| 2011 | Microphone                                         | Ahmad Abdalla          | Egypte                    |
| 2012 | The Loneliest Planet                               | Julia Loktev           | Rusland Verenigde Staten  |
| 2013 | What Richard Did                                   | Lenny Abrahamson       | Ierland                   |
| 2014 | Blind                                              | Eskil Vogt             | Noorwegen                 |
| 2015 | geen uitreiking                                    | geen uitreiking        | geen uitreiking           |
| 2016 | Un monstruo de mil cabezas                         | Rodrigo Plá            | Mexico                    |